# Galatxo de l'Aubadera
El galatxo de l'Aubadera és un dels espais del complex de zones humides de les Illes de l'Ebre. Se situa al curs del riu Ebre i pertany al municipi de Móra d'Ebre.

## Flora
El galatxo de l'Aubadera ocupa unes 8 hectàrees de superfície, i combina una zona amb vegetació i sistemes naturals ben estructurats amb una zona més humanitzada i preparada per al lleure. Aquesta zona més humanitzada queda exclosa de l'àmbit de la zona humida. La part més ben conservada de l'illa es localitza en els seus marges, on les condicions ambientals són més inestables i l'impacte humà hi és menor. En aquesta zona s'hi troben l'albereda (hàbitat d'interès comunitari, codi 92A0) i el tamarigar (hàbitat d'interès comunitari, codi 92D0). També hi ha herbassars higròfils i vegetació helofítica, amb espècies com la castanyola (Cyperus rotundus), el jonc boval (Scirpus holoschoenus) i el canyís (Phragmites australis).

## Fauna
Pel que fa a la fauna, el conjunt de les illes fluvials de l'Ebre representen un rosari de biòtops pont que faciliten el desplaçament de multitud d'ocells de zones humides, des dels aiguamolls litorals - majoritàriament el delta de l'Ebre-, vers l'interior de la península Ibèrica.

## Protecció
El galatxo de l'Aubadera és un espai natural d'elevada diversitat i interès ecològic. Aquest, tanmateix, presenta dues particularitats que el diferencien de la resta de galatxos i illes o la seva continuïtat amb terra ferma i la proximitat amb el nucli urbà de Móra d'Ebre. Aquestes característiques han facilitat el seu accés des de fa una bona colla d'anys, i el seu ús com a zona d'esbarjo. Les opcions de gestió de l'espai resten bastant condicionades, ja que haurien de fer compatibles la conservació del medi amb un lleure ordenat i respectuós. En tenir una problemàtica ambiental semblant a la resta de les illes fluvials de l'Ebre convindria plantejar-se la seva gestió i conservació de forma global.

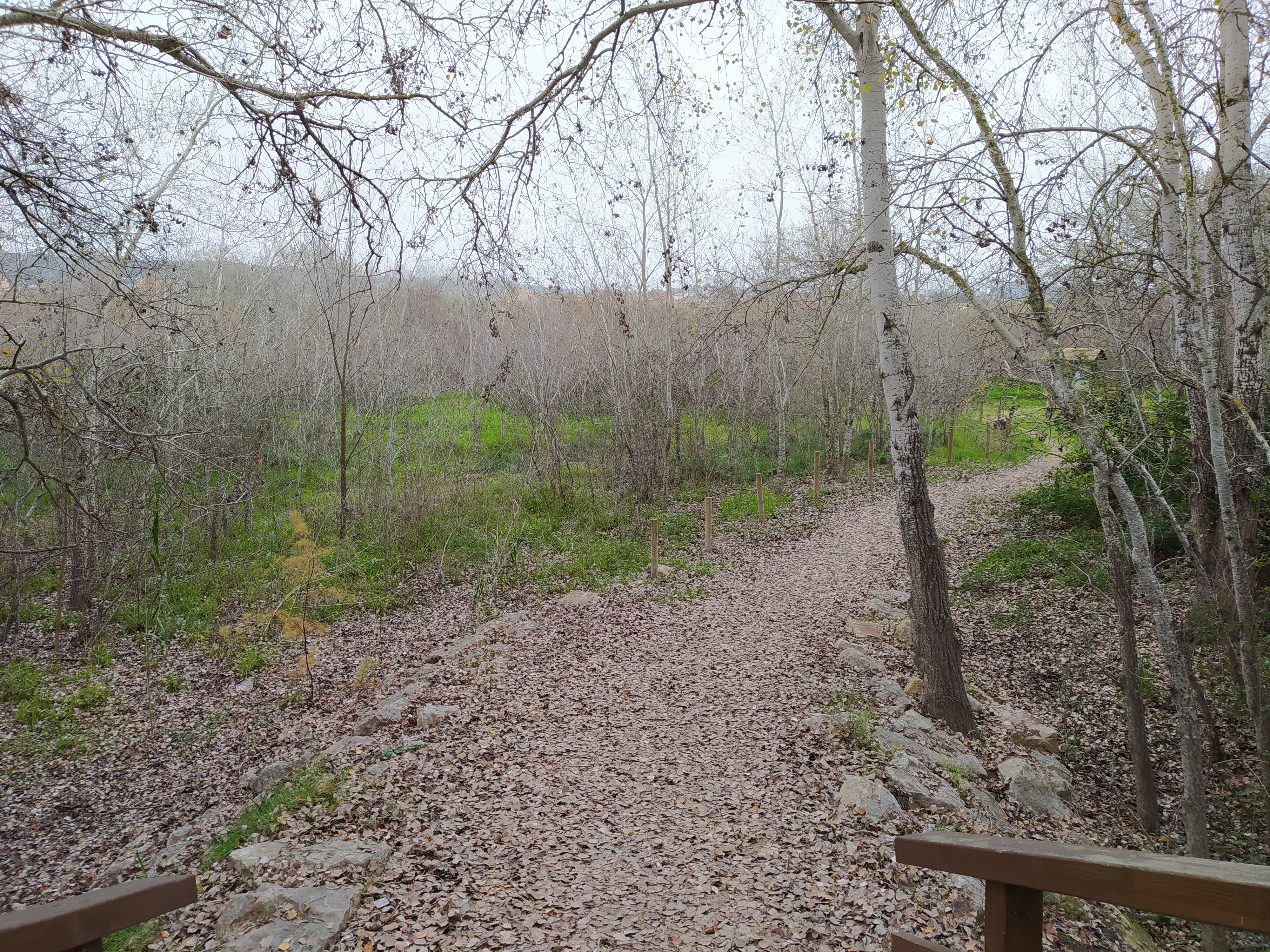
Interior del Galatxo

Actualment, els equipaments per al lleure (barbacoes, punts d'aigua, taules, gronxadors, etc.) animen a molta gent a entrar a l'illa i passar-hi unes hores. Tota l'illa i la zona humida es ressenten de l'acumulació de deixalles, el calcigament i la banalització dels sistemes naturals, ja que es facilita la irrupció d'espècies de plantes nitròfiles i ruderals.
El Departament de Medi Ambient va elaborar un projecte d'actuacions per a millorar l'estat de conservació de l'illa i fomentar un lleure ordenat i l'educació ambiental. Aquest projecte plantejava, entre altres actuacions, reexcavar el braç que uneix el galatxo amb la terra ferma perquè adquirís novament la condició d'illa, la instal·lació d'una passera per accedir-hi, la recuperació de dunes fluvials, l'establiment d'itineraris per als visitants o la construcció de zones d'aparcament fora de l'illa.